# Глобальная переменная
Глобальная переменная в программировании — переменная, областью видимости которой является вся программа, если только она не перекрыта. Механизмы взаимодействия с глобальными переменными называют механизмами доступа к глобальному окружению или состоянию (англ. global environment, global state). Глобальные переменные могут использоваться для взаимодействия между процедурами и функциями как альтернатива передачи аргументов и возвращения значений.
Использование глобальных переменных имеет недостатки: глобальная переменная может быть изменена в любой точке программы (если она не находится в защищённой памяти или объявлена как переменная только для чтения), что может повлиять на работу других частей программы. По этой причине глобальные переменные имеют неограниченный потенциал для создания взаимных зависимостей, что приводит к усложнению программы. Однако в некоторых случаях бывает полезно использовать глобальные переменные. Например, они могут быть использованы, чтобы избежать необходимости прохода часто используемых переменных через несколько функций. Глобальные переменные также затрудняют интеграцию модулей, поскольку код, написанный ранее, может содержать глобальные переменные с теми же именами, что и во встраиваемом модуле.
Глобальные переменные широко используются для передачи данных между секциями кода, которые не участвуют в отношениях вызовов, такие как параллельные нити исполнения или обработчики сигналов. Без надлежащей блокировки (например, с помощью мьютекса), код, использующий глобальные переменные, не будет потокобезопасным, за исключением переменных, доступных только для чтения в защищённой области памяти. С увеличением количества переменных и, соответственно, блокировок увеличивается вероятность взаимных блокировок.
Пример на Си:
```
int
 
a
;
 
/* Объявление глобальной целочисленной переменной «а» */

float
 
b
 
=
 
6
;
 
/* Объявление глобальной переменной с плавающей запятой «b» и присваивание ей значения «6» */

int
 
main
(
void
)

{

    
a
 
=
 
12
;
 
/* Присваивание переменной «а» значения «12» */

    
return
 
a
+
b
;

}

```